# Perilampus punctiventris
Perilampus punctiventris är en stekelart som beskrevs av Crawford 1915. Perilampus punctiventris ingår i släktet Perilampus och familjen gropglanssteklar.
Artens utbredningsområde är Filippinerna. Inga underarter finns listade i Catalogue of Life.